# Märta Björnbom
Märta Björnbom, gift Björnbom Romson, född 25 maj 1888 i Stockholm, död 14 juli 1973 i Danderyds kommun, var en svensk jurist,  advokat och författare. Hon var en av de första kvinnorna i Sverige att avlägga en juris kandidatexamen i början av 1900-talet.

## Biografi
Märta Björnbom var dotter till tullförvaltaren Hjalmar Björnbom och hans hustru Adolfina Björnbom och växte upp med sex syskon. Efter studentexamen år 1908 fortsatte Märta Björnbom med juridikstudier vid Stockholms högskola där hon tog en juris kandidatexamen år 1913. Direkt efter examen började Märta Björnbom arbeta som juridiskt ombud vid bland annat Stockholms rådhusrätt. Åren 1914–1915 arbetade hon som biträdande jurist på Alrutz advokatbyrå i Stockholm. Hon arbetade även som extra ordinarie notarie i Svea hovrätt och som notarie i Jämtlands norra domsaga. Från år 1918 hade Märta Björnbom sin egen juridiska verksamhet. Liksom bland andra Eva Andén kom Märta Björnbom att arbeta mycket med familjerättsliga mål och ärenden.
År 1918 började maken Karl Romson arbeta som stadsingenjör och byggnadschef i Lund och paret flyttade då till Skåne. Där föddes de två sönerna Rolf och Björn. Märta Björnbom fortsatte sin advokatverksamhet i Lund fram till år 1925 då makarna separerade, och Märta Björnbom flyttade tillbaka till Stockholm. Samma år blev hon ledamot av Sveriges advokatsamfund. Från 1927 var paret officiellt skilda.
Märta Björnbom författade flera verk om den nya lagstiftning som kom inom familjerättens område under 1920- och 1930-talen, exempelvis Föräldrarätt – föräldraansvar, 1924, Vår nya giftermålsbalk, 1924, Samhällets barnavård, 1925, Den offentliga fattigvården, 1926, Vår nya lagstiftning om arv, 1929, samt Om testamente, 1930.
Märta Björnbom var också aktiv i olika föreningar, flera av dem hade anknytning till hennes yrkesverksamhet. Hon var exempelvis medlem i International Law Association, och var ordförande för Svenska Kvinnors Medborgarförbund, en opolitisk sammanslutning som arbetade för att uppnå jämlikhet mellan könen och förbättra kvinnors villkor.